# يوغي كوندو
يوغي كوندو (باليابانية: 近藤陽次) (26 مايو 1933، إيباراكي في اليابان - 9 أكتوبر 2017)؛ عالم فلك وروائي ياباني.